# Hermann Picha
Hermann Picha, nato Hermann August Karl Picher (Berlino, 20 marzo 1865 – Berlino, 7 gennaio 1936), è stato un attore tedesco che svolse gran parte della sua attività all'epoca del cinema muto.
Nella sua carriera, che copre due decenni, prese parte a oltre trecento film.

## Filmografia

### 1914
- Fräulein Puppe - Meine Frau, regia di Danny Kaden (1914)
- Il sotterraneo d'acciaio (Stuart Webbs: Das Panzergewölbe), regia di Joe May (1914)

### 1916
- Wir haben's geschafft , regia di Franz Hofer (1916)
- Dressur zur Ehe, regia di Franz Hofer (1916)
- Aus dem Buche des Lebens, regia di Heinrich Bolten-Baeckers (1916)
- Alles aus Gefälligkeit, regia di Eugen Burg (1916)

### 1917
- Hoheit Radieschen, regia di Danny Kaden (1917)
- Das große Los, regia di Friedrich Zelnik (1917)
- Die Prinzessin von Neutralien, regia di Rudolf Biebrach (1917)
- Das Mädel von nebenan, regia di Otto Rippert (1917)
- Der Kinokönig (1917)
- Hilde Warren und der Tod, regia di Joe May (1917)
- Das Geschlecht der Schelme. 1. Teil, regia di Alfred Halm (1917)
- Der falsche Waldemar, regia di Franz Hofer (1917)
- Klein Doortje, regia di Frederic Zelnik (1917)
- Die gute Partie, regia di Otto Rippert (1917)
- Der Vetter aus Mexiko, regia di Ferry Sikla (1917)
- Dornröschen, regia di Paul Leni (1917)
- Ein Lichtstrahl im Dunkel, regia di Joe May (1917)
- Das Klima von Vancourt, regia di Joe May (1917)
- Die Hochzeit im Excentricclub, regia di Joe May (1917)
- Die Glocke, regia di Franz Hofer (1917)
- Der Theaterprinz, regia di Franz Hofer (1917)
- Das Geheimnis der leeren Wasserflasche, regia di Joe May (1917)

### 1918
- Katinka, regia di Emil Biron, Paul Otto (1918)
- Sein bester Freund, regia di Uwe Jens Krafft (1918)
- Fünf Minuten zu spät, regia di Uwe Jens Krafft (1918)
- Ihr großes Geheimnis, regia di Leopold Bauer, Joe May (1918)
- Die Ratte, regia di Harry Piel e Joe May (1918)
- Die Bettelgräfin, regia di Joe May, Bruno Ziener (1918)

### 1919
- Die siebente Großmacht , regia di Willy Grunwald (1919)
- Die platonische Ehe, regia di Paul Leni (1919)
- Veritas vincit, regia di Joe May (1919)
- Kreuzigt sie!, regia di Georg Jacoby (1919)
- Die Bodega von Los Cuerros, regia di Erik Lund (1919)
- Fuoco fatuo (Irrlicht), regia di Erik Lund (1919)
- Die goldene Lüge, regia di Erik Lund (1919)
- Das Derby - Ein Detektivroman auf dem grünen Rasen, regia di Ewald André Dupont (1919)
- Staatsanwalt Jordan, regia di Erik Lund (1919)
- Signorina dentista (Fräulein Zahnarzt), regia di Joe May (1919)
- Der neue Herr Generaldirektor, regia di Hans Werckmeister (1919)
- Das Gebot der Liebe, regia di Erik Lund (1919)

### 1920
- Gentlemen-Gauner, regia di Willy Zeyn (1920)
- Die Herrin der Welt 6. Teil - Die Frau mit den Millionarden, regia di Uwe Jens Krafft (1920)
- Schloß Einöd, regia di Erik Lund (1920)
- Romeo e Giulietta sulla neve (Romeo und Julia im Schnee), regia di Ernst Lubitsch (1920)
- Schneider Wibbel, regia di Manfred Noa (1920)
- Kri-Kri, die Herzogin von Tarabac, regia di Friedrich Zelnik (1920)
- Der Schwarm der höheren Töchter, regia di Franz Hofer (1920)
- Das Mädchen aus der Ackerstraße - 2. Teil, regia di Werner Funck (1920)
- Die sieben Todsünden, regia di Heinrich Peer, Frederic Zelnik (1920)
- Präsident Barrada, regia di Erik Lund (1920)
- Wenn vier dasselbe tun, regia di Ernst Lubitsch (1920)
- So ein Mädel, regia di Urban Gad (1920)
- Mascotte, regia di Felix Basch (1920)
- Ferréol, regia di Franz Hofer (1920)
- Ein nettes Früchtchen , regia di Franz Hofer (1920)
- Ede & Co., regia di Rudolf Meinhard-Jünger (1920)
- Die Verschleierte, regia di Reinhard Bruck (1920)
- Die Tänzerin Marion, regia di Friedrich Fehér (1920)
- Der Riesenschmuggel, regia di Franz Hofer (1920)

### 1921
- Ein Tag auf dem Mars, regia di Heinz Schall (1921)
- Schieber, regia di Manfred Noa (1921)
- Klatsch, regia di Josef Stein (1921)
- Der Liebeskorridor, regia di Urban Gad, Emil Albes (1921)
- Planetenschieber, regia di Reinhard Bruck (1921)
- Haschisch, das Paradies der Hölle, regia di Reinhard Bruck (1921)
- Die unsichtbare Gast, regia di Frederic Zelnik (1921)
- Der Mann ohne Namen - 1. Der Millionendieb
- Der Mann ohne Namen - 2. Der Kaiser der Sahara
- Der Mann ohne Namen - 4. Die goldene Flut
- Der Mann ohne Namen - 5. Der Mann mit den eisernen Nerven
- Das Mädchen aus der Ackerstraße - 3. Teil
- Die große und die kleine Welt, regia di Max Mack (1921)
- Die Beichte einer Gefallenen, regia di Franz Hofer (1921)
- Der Mann ohne Namen - 6. Der Sprung über den Schatten, regia di Georg Jacoby (1921)
- Begierde, regia di Franz Hofer (1921)
- Junge Mama, regia di Uwe Jens Krafft, Joe May (1921)
- Die Fremde aus der Elstergasse, regia di Alfred Tostary (1921)
- Der Held des Tages, regia di Rudi Bach (1921)
- Fahrendes Volk
- Aus den Akten einer anständigen Frau, regia di Franz Hofer (1921)
- Die Erbin von Tordis, regia di Robert Dinesen (1921)
- Was der Totenkopf erzählt, regia di Bruno Eichgrün (1921)
- Das Gewissen der Welt, 1. Teil - Schattenpflanzen der Großstadt, regia di Martin Hartwig (1921)
- Seefahrt ist Not!, regia di Rudolf Biebrach (1921)
- Der Silberkönig, 1. Teil - Der 13. März, regi di Erik Lund (1921)
- Die Schreckensnacht in der Menagerie, regia di Ernst Wendt (1921)
- Der schwere Junge, regia di Manfred Noa (1921)
- Der Silberkönig, 2. Teil - Der Mann der Tat, regia di Erik Lund (1921)
- Der Silberkönig, 3. Teil - Claim 36, regia di Erik Lund (1921)
- Der Silberkönig, 4. Teil - Rochesterstreet 29, regia di Erik Lund (1921)
- Aus den Memoiren einer Filmschauspielerin, regia di Friedrich Zelnik (1921)
- Destino (Der müde Tod), regia di Fritz Lang (1921)
- Das Rätsel der Sphinx, regia di Adolf Gärtner (1921)
- Das indische Grabmal erster Teil - Die Sendung des Yoghi, regia di Joe May (1921)
- Die goldene Pest, regia di Louis Ralph, Richard Oswald (1921)
- Die Insel der Verschollenen, regia di Urban Gad (1921)
- Das Mädel von Picadilly, 2. Teil, regia di Frederic Zelnik (1921)
- Das Mädel von Picadilly, 1. Teil, regia di Frederic Zelnik (1921)
- Lotte Lore, regia di Franz Eckstein (1921)
- Kaschemmenadel, regia di Martin Hartwig (1921)
- Der wandernde Koffer, regia di Martin Hartwig (1921)
- Der rätselhafte Tod, regia di Franz Hofer (1921)
- Das Komplott im Bankviertel, regia di Fred Sauer (1921)

### 1922
- Die Tigerin, regia di Ernst Wendt (1922)
- Der Fluch des Schweigens. regia di Felix Basch (1922)
- Könnyved, der große Unbekannte, regia di Frederik Larsen (1922)
- Das verschwundene Haus, regia di Harry Piel (1922)
- Tingeltangel, regia di Otto Rippert (1922)
- Die Glocke, 2. Teil - Das verlorene Elternhaus, regia di Franz Hofer (1922)
- Sie und die Drei, regia di Ewald André Dupont (1922)
- Im Kampf mit dem unsichtbaren Feind, regia di Erich Schönfelder (1922)
- Der böse Geist, regia di Carl Wilhelm (1922)
- Il paradiso delle signore (Zum Paradies der Damen), regia di Lupu Pick (1922)
- Versunkene Welten, regia di Siegfried Philippi (1922)
- Der Bekannte Unbekannte, regia di Erik Lund (1922)
- Marie Antoinette - Das Leben einer Königin, regia di Rudolf Meinert (1922)
- Miss Rockefeller filmt, regia di Erich Schönfelder (1922)
- Bigamie, regia di Rudolf Walther-Fein (1922)
- Lola Montez, die Tänzerin des Königs, regia di Willi Wolff (1922)
- Zwischen Nacht und Sünde, regia di Franz Hofer (1922)
- Wege des Lasters, regia di Franz Hofer (1922)
- Schminke, regia di Fritz Kaufmann (1922)
- Jiu-Jitsu-Meisterin, regia di Simon Konarski (1922)
- Die Schatten jener Nacht, regia di Fred Sauer (1922)
- Die Königin von Whitechapel, regia di Wolfgang Neff (1922)
- Die Kartenlegerin
- Die Fürstin der Ozeanwerft, regia di Wolfgang Neff (1922)
- Die Flibustier, regia di Karl Gerhardt, Josef Stein (1922)
- Der große Dieb, regia di Rudolf Walther-Fein (1922)
- Das Liebesnest 1, regia di Rudolf Walther-Fein (1922)
- Die Geliebte des Königs, regia di Frederic Zelnik (1922)[1]

### 1923
- Die Frau mit den Millionen - 1. Der Schuß in der Pariser Oper, regia di Willi Wolff (1923)
- Die Fledermaus, regia di Max Mack (1923)
- Der Schatz der Gesine Jakobsen, regia di Rudolf Walther-Fein (1923)
- L'abisso della morte (Die Schlucht des Todes), regia di Luciano Albertini, Alberto-Francis Bertoni (1923)
- Adam und Eva, regia di Friedrich Porges e Reinhold Schünzel (1923)
- Time Is Money, regia di Fred Sauer (1923)
- Das goldene Haar, regia di Bruno Eichgrün (1923)
- Der Tiger des Zirkus Farini, regia di Uwe Jens Krafft (1923)
- Schwarze Erde, regia di Franz Hofer (1923)
- Freund Ripp, regia di Alfred Halm (1923)
- Das schöne Mädel, regia di Max Mack (1923)
- Das Geheimnis des Renngrafen, regia di A. Bergson (1923)

### 1924
- Gobseck, regia di Preben J. Rist (1924)
- Königsliebchen, regia di Heinz Schall (1924)
- Arabella, regia di Karl Grune (1924)
- Soll und Haben, regia di Carl Wilhelm (1924)
- Der Mann ohne Nerven, regia di Gérard Bourgeois, Harry Piel (1924)
- Mutter und Sohn, regia di Alfred Schirokauer (1924)
- In den Krallen der Schuld, regia di Fred Rommer (1924)
- Der kleine Herzog, regia di Rudolf Walther-Fein (1924)
- Das Spiel mit dem Schicksal, regia di Siegfried Philippi (1924)
- Das Herz der Lilian Thorland, regia di Wolfgang Neff (1924)

### 1925
- Nick, der König der Chauffeure, regia di Carl Wilhelm (1925)
- Das Geheimnis von Schloß Elmshöh, regia di Max Obal (1925)
- Aufstieg der kleinen Lilian, regia di Fred Sauer (1925)
- Komödianten, regia di Karl Grune (1925)
- Die Venus von Montmartre, regia di Friedrich Zelnik (1925)
- Der Flug um den Erdball, 1. Teil - Paris bis Ceylon, regia di Willi Wolff (1925)
- Der Flug um den Erdball, 2. Teil - Indien, Europa, regia di Willi Wolff (1925)
- Die Stadt der Versuchung, regia di Walter Niebuhr (1925)
- Face à la mort, regia di Gérard Bourgeois, Harry Piel (1925)
- Vater Voss, regia di Max Mack (1925)
- Leidenschaft. Die Liebschaften der Hella von Gilsa, regia di Richard Eichberg (1925)
- Ballettratten, regia di Arthur Günsburg (1925)
- Der König und das kleine Mädchen, regia di Nunzio Malasomma (1925)
- Die drei Portiermädel, regia di Carl Boese (1925)
- Die Frau mit dem Etwas, regia di Erich Schönfelder (1925)
- Elegantes Pack, regia di Jaap Speyer (1925)
- Die vom Niederrhein, regia di Rudolf Walther-Fein, Rudolf Dworsky (1925)
- Das alte Ballhaus - 1. Teil, regia di Wolfgang Neff (1925)
- Das alte Ballhaus - 2. Teil, regia di Wolfgang Neff (1925)
- O alte Burschenherrlichkeit, regia di Helene Lackner e Eugen Rex con la supervisione di Heinz Schall (1925)
- Die vertauschte Braut, regia di Carl Wilhelm (1925)
- Der Mann, der sich verkauft, regia di Hans Steinhoff (1925)
- Das Geheimnis der alten Mamsell
- Die Moral der Gasse, regia di Jaap Speyer (1925)
- Wenn Du eine Tante hast, regia di Carl Boese (1925)
- Tartufo, regia di Friedrich Wilhelm Murnau (1925)
- Bismarck, 1. Teil, regia di Ernst Wendt (1925)
- Die vom Niederrhein, 2. Teil, regia di Rudolf Walther-Fein (1925)
- Die Millionenkompagnie, regia di Fred Sauer (1925)

### 1926
- Die da unten, regia di Victor Janson (1926)
- Der Bankkrach unter den Linden, regia di Paul Merzbach (1926)
- Die Gesunkenen, regia di Rudolf Walther-Fein e Rudolf Dworsky (1926)
- Heiratsannoncen, regia di Fritz Kaufmann (1926)
- Gretchen Schubert, regia di Karl Moos (1926)
- Manon Lescaut, regia di Arthur Robison (1926)
- Der Stolz der Kompagnie
- Warum sich scheiden lassen?
- Familie Schimeck - Wiener Herzen
- Menschen untereinander
- Die Wiskottens, regia di Arthur Bergen (1926)
- Frauen der Leidenschaft
- Der Prinz und die Tänzerin
- Der dumme August des Zirkus Romanelli
- Der Hauptmann von Köpenick, regia di Siegfried Dessauer (1926)
- Die drei Mannequins
- Wie einst im Mai, regia di Willi Wolff (1926)
- Annemarie und ihr Ulan, regia di Erich Eriksen (1926)
- Im weißen Rößl
- Die Boxerbraut
- Wien, wie es weint und lacht
- Der Liebe Lust und Leid
- Die Kleine und ihr Kavalier
- Bara en danserska, regia di Olaf Morel (Olof Molander) (1926)
- Die Flucht in den Zirkus
- Der Jüngling aus der Konfektion, regia di Richard Löwenbein (1926)
- Schatz, mach' Kasse
- Der lachende Ehemann
- Die lachende Grille
- Gern hab' ich die Frauen geküßt
- Nixchen, regia di Kurt Blachy (1926)
- Die Warenhausprinzessin, regia di Heinz Paul (1926)
- Als ich wiederkam, regia di Richard Oswald (1926)
- Hermanns Erzählungen, regia di Kurt Stanke (1926)

### 1927
- La maschera dall'occhio di vetro (Rinaldo Rinaldini), regia di Max Obal (1927)
- Das rosa Pantöffelchen, regia di Franz Hofer (1927)

- Die 3 Niemandskinder o Die drei Niemandskinder, regia di Fritz Freisler (1927)
- L'uomo senza testa (Der Mann ohne Kopf), regia di Nunzio Malasomma (1927)

- An der Weser (hier hab' ich so manches liebe Mal...), regia di Siegfried Philippi (1927)

### 1928
- L'imperatrice perduta (Geheimnisse des Orients), regia di Alexandre Volkoff (1928)
- Cuori in fiamme (Der moderne Casanova), regia di Max Obal (1928)

### 1930
- Wenn du noch eine Heimat hast, regia di Siegfried Philippi (1930)

- Questa notte... forse sì (Heute Nacht - eventuell), regia di E. W. Emo (1930)

### 1931
- So'n Windhund, regia di Carl Heinz Wolff (1931)

### 1932
- L'uomo senza nome (Mensch ohne Namen), regia di Gustav Ucicky (1932)

### 1934
- Mutter und Kind, regia di Hans Steinhoff (1934)

### 1935
- I due re (Der alte und der junge König), regia di Hans Steinhoff (1935)